# Almendrado
Los almendrados son unas pastas típicas de la repostería española (muy populares en la zona sur: andaluza, murciana y manchega) que tienen su origen en la cocina sefardí. Se denominan así por ser su principal ingrediente las almendras. Son una preparación muy similar a los mazapanes y difieren de ellos en la forma: generalmente en forma de torta, así como en la textura.
En Italia, Argentina y Uruguay se conoce como almendrado a un tipo de helado de crema recubierto con almendras picadas, este es otro tipo de plato que no ha recopilado aún esta enciclopedia y que no debe confundirse con el tema del artículo.

## Características
No existen preparaciones detalladas sobre cómo elaborar los almendrados, por regla general los ingredientes son huevos añadidos sobre almendra rallada, aromatizados con zumo de limón y azúcar (o miel). Esta masa se suele hornear con el objeto de elaborar unas preparaciones en forma de torta. Es habitual que se coloque un hemisferio de almendra en cada galleta. A veces se decoran con almendras laminadas en su superficie. Se diferencian de los mazapanes en que suelen tener la masa de almendras molidas de forma más tosca, por lo que suelen notarse los trozos en la boca.